# Route nationale 24bis
La route nationale 24BIS ou RN 24BIS était une route nationale française reliant Verneuil-sur-Avre à Granville.

## Histoire
Elle a été créée par la loi du 26 juillet 1839.
À la suite de la réforme de 1972, la section de Verneuil-sur-Avre à Argentan a été renommée en RN 26 (déclassée en RD 926 en 2006) alors que le reste de l'itinéraire a été déclassé en RD 924 dans l'Orne et dans la Manche et en RD 524 dans le Calvados.

## Ancien tracé

### De Verneuil-sur-Avre à Argentan (N 26)
- Verneuil-sur-Avre
- Chandai
- L'Aigle
- Rai
- Aube
- Saint-Hilaire-sur-Risle
- Sainte-Gauburge-Sainte-Colombe
- Planches
- Le Merlerault
- Nonant-le-Pin
- Le Pin-au-Haras
- Le Bourg-Saint-Léonard
- Silly-en-Gouffern
- Urou-et-Crennes
- Argentan

### D'Argentan à Granville (D 924 & D 524)
- Fontenai-sur-Orne
- Écouché
- Fromentel
- Saint-Hilaire-de-Briouze
- Briouze
- Landigou
- Flers
- La Lande-Patry
- Landisacq
- Tinchebray-Bocage
- Vire
- Saint-Sever-Calvados
- Fontenermont
- Sainte-Cécile
- Villedieu-les-Poêles
- Champrepus
- Beauchamps
- Granville